# Kerstin Scheitle
Kerstin Scheitle, née le 5 juin 1977 à Buchloe, est une coureuse cycliste professionnelle allemande.

## Palmarès sur route
- 1995
  -  Médaillée d'argent du championnat du monde sur route juniors
- 1996
  - 2e de Tour de Feminin - O cenu Ceskeho Svycarska
  - 2e de Oy-Mittelberg
  - 2e de Rund um den Donnersberg - Bolanden
- 1997
  - Herpersdorf
- 1998
  - 2e de Oy-Mittelberg
  - 2e de Main-Spessart Rundfahrt
- 1999
  - 3e du championnat d'Allemagne sur route
- 2000
  - Albstadt-Frauen-Etappenrennen :
    - Classement général
    - 1re étape de Albstadt-Frauen-Etappenrennen

  - 2e du championnat d'Allemagne sur route
- 2001
  - Rund um den Elm
  - 5e étape de Interreg Drie Landen Ronde